# Justicia commersoniana
Justicia commersoniana là một loài thực vật có hoa trong họ Ô rô. Loài này được (T. Anderson) R. Baron mô tả khoa học đầu tiên năm 1906.